# Black & Decker

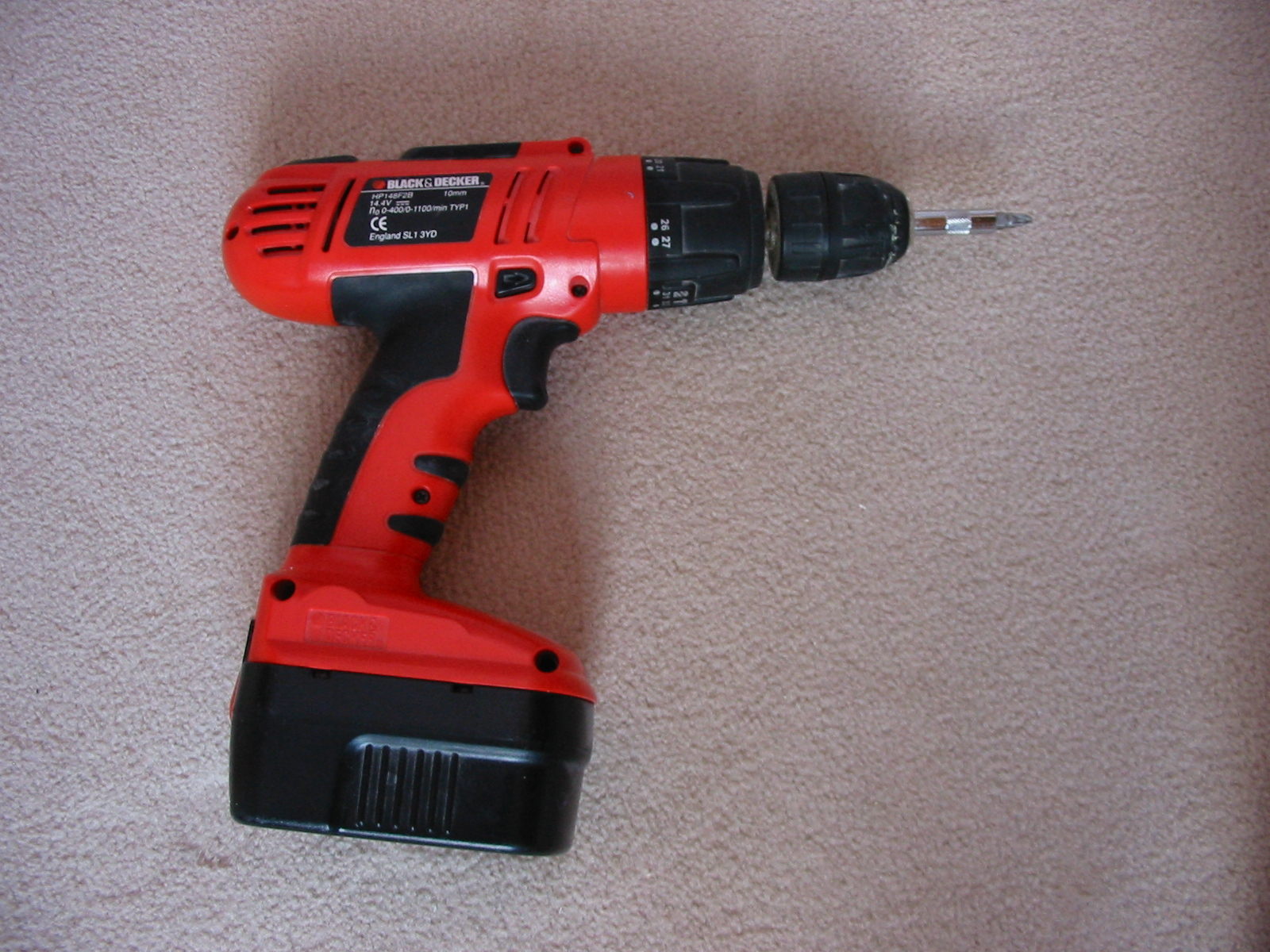
Taladro Black & Decker.

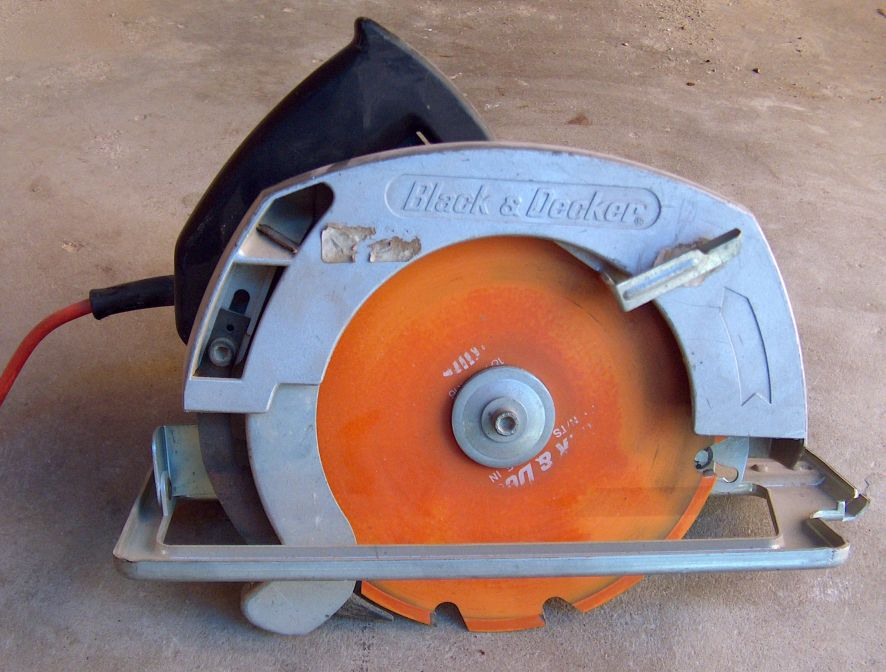
Sierra circular Black & Decker.

Black & Decker es una empresa con base en Towson, Maryland, Estados Unidos, conocida por sus herramientas eléctricas y electrodomésticos. Fue fundada en 1910 por S. Duncan Black y Alonzo G. Decker como una pequeña tienda de maquinaria en Baltimore, Maryland. En 1917 Black & Decker inventó un taladro eléctrico familiar portátil, obteniendo una patente para un taladro de mano que combinaba una pistola de grapas y un interruptor.
Las herramientas Black & Decker están comprometidas con el sector y trabajo en el rubro de la construcción, las herramientas al ser nuevas conservan en la caja: soporte para un agarre óptimo de ésta, cable encauchetado que se conecta a la corriente eléctrica, aceite protector que evita la corrosión en el producto antes de ser usado, y en algunos casos también posee gafas o guantes según lo requiera el producto.

### Black & Decker fabrica productos como

##### Herramientas de Bricolaje
- Taladros
- Atornilladores
- Lijadoras
- Sierras
- Amoladoras
- Cepillos y Fresadoras
- Multi Herramientas

##### Herramientas de Jardinería
- Cortacéspedes y Escarificador
- Cortabordes
- Cortasetos y Tijera Arreglasetos
- Motosierras
- Aspirador / Soplador
- Garden Multi Tools

##### Equipamientos para Taller
- Bancos de Trabajo
- Compresores de aire

##### Automoción
- Compresores de aire
- Aspiradores de Coche

##### Productos de Limpieza
- Aspiradores
- Limpieza a Vapor
- Limpiacristales
- Preparación de alimentos
- Preparación de bebidas
- Cuidado de la ropa
- Calefacción y Ventilación

##### Baterías y Accesorios
- Baterías y Cargadores
- Juegos de Accesorios para Bricolaje
- Accesorios para Cortar
- Accesorios para Lijar
- Accesorios para el Jardín
- Accesorios para Limpieza

##### Pintura y Decoración
- Decapadores
- Pistolas de Pintar